# Faustino do Prado Xavier
Faustino do Prado Xavier (São Paulo, 1708 — São Paulo, 1800) foi um padre compositor brasileiro.
Faustino do Prado Xavier nasceu em cerca de 1708 na pequena Vila de Mogi das Cruzes, filho de um comerciante local nascido durante a travessia dos pais do Reino para o Brasil. Estudos genealógicos indicam que há, pela parte do pai, parentesco próximo do Padre Xavier com o inconfidente Joaquim José da Silva Xavier, o Tiradentes, personagem histórico de vulto nacional, cujos avós saíram de Mogi para as Minas Gerais.
A serventia de Faustino na prática musical ordinária da Vila foi de curta duração. Em 1729, aos 21 anos foi nomeado pelo Bispo do Rio de Janeiro, Dom Frei Antônio de Guadalupe, Mestre da Capela da igreja matriz - estando vago o cargo - "pela muita perícia na Arte da música". Esse superlativo já o diferencia do indicativo de "perícia na Arte da música", costumeiro nas provisões dadas pelos Bispos aos Mestres de Capela, bem como da qualificação de "músico destro", que para outros aparece.
Além da Matriz, teve a seu cargo o mestrado da capela do Convento local de N.ª Sr.ª do Carmo. Mas sua meta era o sacerdócio. Nem bem passaram cinco anos, obteve o grau de presbítero (ordens menores) e assumiu a função de Vigário Coadjutor da igreja matriz de Mogi. Desse modo, não pôde acumular a gestão paroquial com a gestão oficial da música. Logo, alegando a "penúria de sacerdotes" na Vila, tomou "as mais ordens" e passou a Vigário titular. Em 1736, entretanto, já se transfere para fora da localidade. Serviu de pároco (1742-1746) em Aiuruoca-MG e em outras paróquias da Capitania de São Paulo (documentadamente, como Vigário Encomendado da matriz da Vila e Porto de Santos, a partir de 1751) até fixar-se na Sé de São Paulo. O sacerdócio era efetivamente a sua vocação. Aos 18 anos fez a sua candidatura às "ordens menores, e sacras", obtidas somente em 1732. O sacerdócio e o comércio.
Encontradas as partes musicais manuscritas, várias questões colocaram-se relativas ao contexto histórico-social e à organização da prática musical, à autoria e à circulação das obras, além dos aspectos diretamente ligados aos documentos, ou seja, a notação e o papel. Essas pesquisas têm continuidade ainda hoje. Uma geografia da arte – e da música, em particular – na antiga Capitania de São Paulo é uma empreitada doravante necessária para melhor entendimento das obras preservadas.